# Pape Malick Diop
Pape Malick Diop (Cherif-Lô, Senegal, 29 de diciembre de 1974) es un exfutbolista senegalés, se desempeñaba como centrocampista y se retiró en 2008 jugando para el FC Metz.

## Clubes
| Club             | País       | Año       |
| ---------------- | ---------- | --------- |
| ASC Jeanne d'Arc | Senegal    | 1995-1998 |
| RC Estrasburgo   | Francia    | 1999-2000 |
| Norwich City FC  | Inglaterra | 2000      |
| Neuchâtel Xamax  | Suiza      | 2000-2001 |
| FC Lorient       | Francia    | 2001-2005 |
| EA Guingamp      | Francia    | 2005-2006 |
| FC Metz          | Francia    | 2006-2008 |

- Datos: Q2604264